# Franciszek Mroziński
Franciszek Józef Mroziński vel Odrobina (ur. 27 września 1895 w Krakowie) – major geograf Wojska Polskiego, działacz niepodległościowy.

## Życiorys
Urodził się 27 września 1895 w Krakowie, w rodzinie Stanisława i Karoliny Urbańczyków. W czasie I wojny światowej walczył w Legionach Polskich. Służył w 8 kompanii 2 pułku piechoty. Od 25 marca 1915 leczył się w Szpitalu Rezerwowym Nr 3 w Wiedniu.
W latach 1921–1929 był oficerem Wojskowego Instytutu Geograficznego w Warszawie. 3 maja 1922 roku został zweryfikowany w stopniu porucznika ze starszeństwem z dniem 1 czerwca 1919 roku i 16. lokatą w korpusie oficerów geografów. 3 maja 1926 roku został mianowany kapitanem ze starszeństwem z dniem 1 lipca 1925 roku i 3. lokatą w korpusie oficerów geografów.
W latach 1930–1939 pełnił służbę w Dowództwie Obszaru Warownego „Wilno” w Wilnie na stanowisku oficera topografa. Do sierpnia 1941 roku przebywał w Obozie NKWD w Griazowcu. W latach 1943–1945, w stopniu majora, był kierownikiem 312 Składnicy Map, jednostki służby geograficznej Armii Polskiej na Wschodzie, a następnie 2 Korpusu Polskiego. W ocenie Bronisława Dzikiewicza major Mroziński „nieźle zorganizował dostarczanie map na potrzeby frontu. Był mało towarzyski i trzymał się z dala od kolegów. Stosunki z majorem Szymkiewiczem nie układały mu się dobrze. Bliżej żył tylko ze mną i nieraz mi się zwierzał ze swoich kłopotów”.

## Ordery i odznaczenia
- Krzyż Niepodległości – 9 listopada 1931 roku „za pracę w dziele odzyskania niepodległości”[14]
- Krzyż Walecznych dwukrotnie[15]
- Srebrny Krzyż Zasługi[16]